# 3378 Сьюзанвікторія
3378 Сьюзанвікторія (3378 Susanvictoria) — астероїд головного поясу, відкритий 25 листопада 1922 року.
Тіссеранів параметр щодо Юпітера — 3,562.